# ادواردو ناوارو (بازیکن فوتبال)
ادواردو ناوارو (انگلیسی: Eduardo Navarro؛ زادهٔ ۲۸ ژانویهٔ ۱۹۷۹) بازیکن فوتبال اهل اسپانیا است.
از باشگاه‌هایی که در آن بازی کرده‌است می‌توان به باشگاه فوتبال اوئسکا و باشگاه فوتبال نومانسیا اشاره کرد.